# Historias de UPA Next
Historias de UPA Next es una miniserie de televisión web española de drama. Se trata de una serie derivada precuela de UPA Next, a su vez secuela de Un paso adelante, que fue originalmente creada por Ernesto Pozuelo, Pilar Nadal, Jesús del Cerro, Daniel Écija y Juan Carlos Cueto y emitida en Antena 3 desde 2002 hasta 2005. El spin-off está protagonizado por Mónica Cruz, Lola Herrera, Beatriz Luengo y Miguel Ángel Muñoz, quienes repiten como sus personajes de la serie original, mientras que Lucas Velasco, Marta Guerras, Karina Soro, Almudena Salort, Nuno Gallego y Álex Medina interpretan también a nuevos personajes que fueron creados para UPA Next.
El 31 de agosto, el formato fue anunciado por sorpresa junto con su fecha de estreno, que tuvo lugar en Atresplayer Premium el 11 de septiembre de 2022.

## Trama
La serie se centra en seis relatos cortos – al estilo de Élite: historias breves e Historias de Protegidos – sobre las vidas de los alumnos y profesores pasados y presentes de la Escuela de Artes Escénicas Carmen Arranz, muchos años después de los eventos de Un paso adelante, pero antes de UPA Next. Las seis historias se centran en la reunión de Silvia (Mónica Cruz) y Carmen Arranz (Lola Herrera) sobre el futuro de la escuela; la vida de Lola (Beatriz Luengo) con su familia en Barcelona en la actualidad; la estancia en Miami de Rober (Miguel Ángel Muñoz); la contratación de los nuevos profesores como Sira (Marta Guerras) y Luiso (Lucas Velasco); y la presentación de los futuros alumnos Lala (Almudena Salort), Tara (Karina Soro), Suso (Alex Medina) y Darío (Nuno Gallego).

## Reparto

### Capítulo 1[6]
- Mónica Cruz como Silvia Jáuregui
- Lola Herrera como Carmen Arranz

### Capítulo 2
- Beatriz Luengo como Dolores "Lola" Fernández Jiménez

### Capítulo 3
- Miguel Ángel Muñoz como Roberto "Rober" Arenales

### Capítulo 4
- Mónica Cruz como Silvia Jáuregui
- Lucas Velasco como Luiso
- Marta Guerras como Sira

### Capítulo 5
- Karina Soro como Tara
- Almudena Salort como Lala

### Capítulo 6
- Mónica Cruz como Silvia Jáuregui
- Nuno Gallego como Darío
- Alex Medina como Suso

## Capítulos
| N.º | Título                 | Dirigido por               | Escrito por                  | Fecha de lanzamiento original |
| --- | ---------------------- | -------------------------- | ---------------------------- | ----------------------------- |
| 1   | «Silvia»               | Lucas Gil y Sandra Gallego | Emilio Díez y Abraham Sastre | 11 de septiembre de 2022      |
| 2   | «Lola»                 | Sandra Gallego y Lucas Gil | Emilio Díez y Abraham Sastre | 18 de septiembre de 2022      |
| 3   | «Rober»                | Lucas Gil                  | Emilio Díez y Abraham Sastre | 25 de septiembre de 2022      |
| 4   | «Sira, Luiso y Silvia» | Lucas Gil                  | Emilio Díez y Abraham Sastre | 2 de octubre de 2022          |
| 5   | «Lala y Tara»          | Sandra Gallego             | Emilio Díez y Abraham Sastre | 9 de octubre de 2022          |
| 6   | «Suso y Darío»         | Lucas Gil                  | Emilio Díez y Abraham Sastre | 16 de octubre de 2022         |